# Thomas Burnet
Thomas Burnet (c.1635, Croft - † 1715) fou un escriptor anglès conegut pels seus escrits sobre teologia i cosmogonia.
Va estudiar a l'Escola de Gramàtica Northallerton, i després al Clare Hall, Cambridge, el 1651. Fou deixeble de John Tillotson, i després alumne del Christ's College de la Universitat de Cambridge, on es graduà. Es va oposar a Jaume II d'Anglaterra, després de la Revolució Gloriosa, fou capellà ordinari de Guillem III d'Anglaterra.

## Obres
- Telluris Theoria Sacra (Teoria Sagrada de la Terra), la primera part fou publicada en llatí el 1681, i traduïda a l'anglès el 1684. La segona, també escrita en llatí, aparegué el 1689. És una cosmogonia especulativa, en què Burnet va suggerir una terra buida amb la major part de l’aigua dins fins al Diluvi de Noè, moment en què van aparèixer muntanyes i oceans.
- The Ancient Doctrine Concerning the Origin of Things, de 1692, fou rebutjada per altres teòlegs per la seva aproximació racionalista als esdeveniments narrats a la Bíblia.
- On the State of the Dead and of the Resurrection, obra controvertida sobre l'ànima i el seu futur després de la mort.

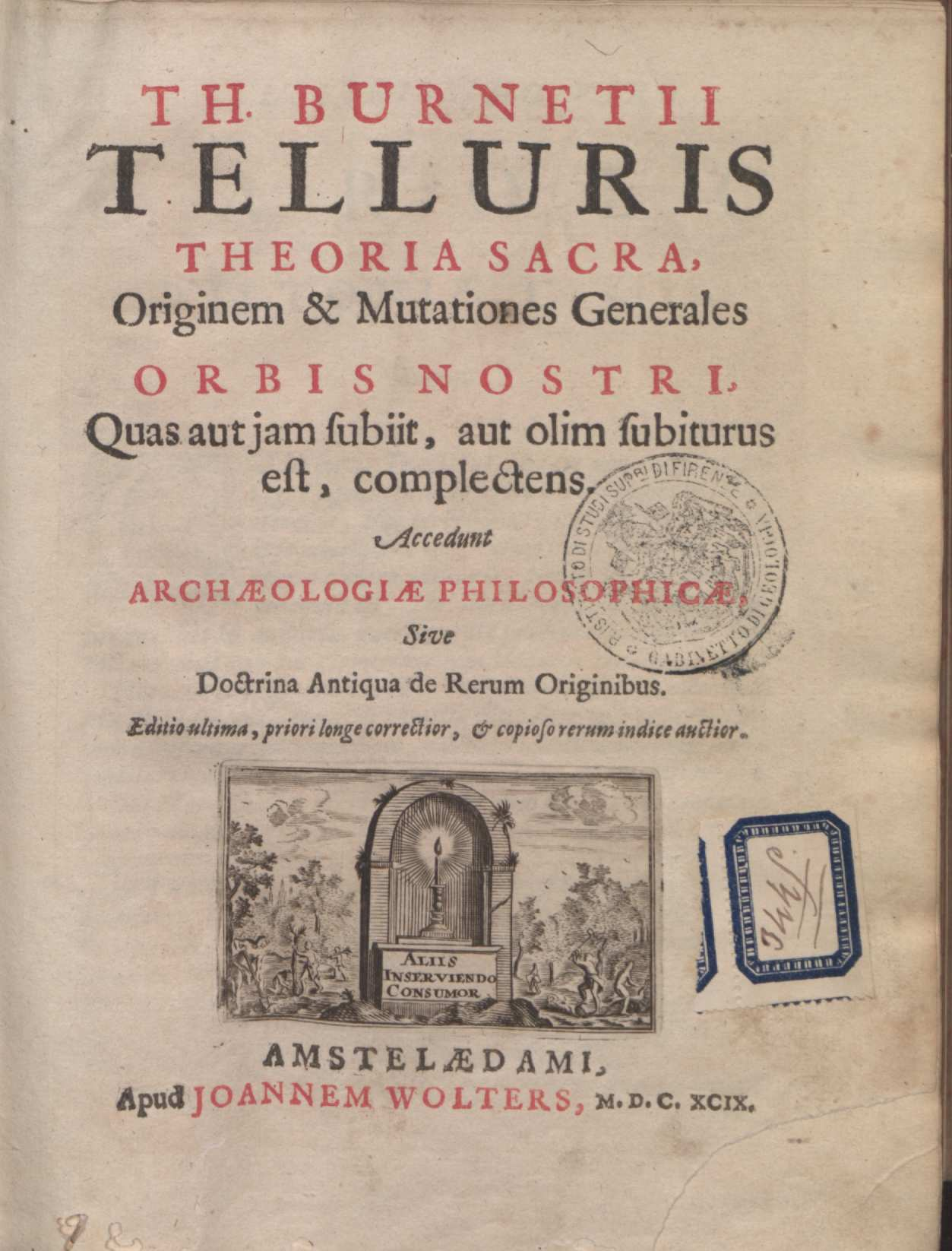
Telluris theoria sacra, 1699